# Fellfield

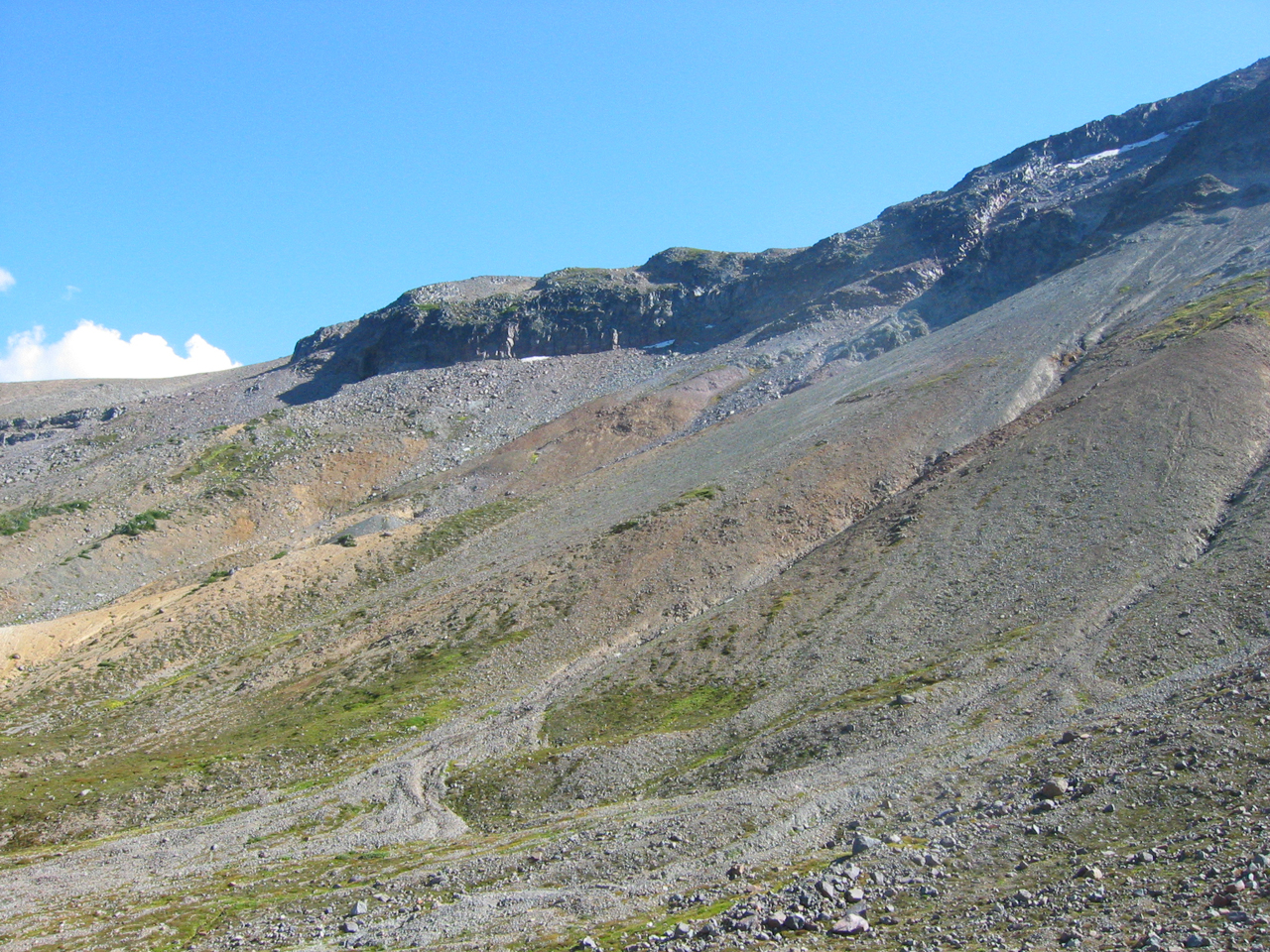
Un fellfield en el Parque Nacional Monte Rainier

Un fellfield o campo de páramos comprende el entorno de una ladera, generalmente alpina o tundra, donde la dinámica de las heladas (ciclos de hielo y deshielo) y del viento dan lugar a formas vegetales características en los intersticios de talud.

## Dinámica del suelo
Los ciclos de congelación y descongelación tienden a expulsar a las plantas del suelo. Además, la alta porosidad del suelo hace que el campo sea un lugar difícil para el crecimiento de las plantas. Los campos de páramos suelen tener patrones típicos de rocas: líneas de rocas que han sido expulsadas del suelo y deslizadas hacia una región baja.

## Botánica
En botánica, el término «fellfield» describe una ecorregión, ecosistema, hábitat o comunidad de plantas. El término utilizado con frecuencia es campo de páramos alpino. Fellfield generalmente se aplica a una región de pradera alpina de montañas de gran altitud o islas de alta latitud y las plantas alpinas que están allí.

### Flora
Los fellfields suelen estar poblados de plantas en cojín: plantas perennes que crecen cerca del suelo. Las plantas en forma de cojín están bien adaptadas a la sequedad y a la corta temporada de crecimiento de un campo de montaña. Las plantas en forma de cojín suelen tener follaje peludo y raíces primarias largas, para recolectar y retener la humedad. Ejemplos de plantas cojín incluyen los altramuces y el trigo sarraceno.

#### Especies de Fellfield
- Categoría:Flora alpina
  - Azorella selago
  - Oenothera xilocarpa
  - Calyptridium umbellatum

Algunos geólogos consideran controvertido compartir el término para aplicaciones de biología y geomorfología.